# Lucio Nonio Calpurnio Torcuato Asprenas
Lucio Nonio Calpurnio Torcuato Asprenas (en latín: Lucius Nonius Calpurnius Torquatus Asprenas) fue un senador romano de los siglos I y II que desarrolló una dilatada carrera política bajo los imperios de Nerón, la dinastía Flavia, Nerva, Trajano y Adriano.

## Orígenes familiares
Descendiente de la gens Nonia, una familia senatorial de abolengo, que había proporcionado cónsules a la República romana y a la dinastía Julio-Claudia, era hijo de Lucio Nonio Calpurnio Torcuato Asprenas, consul suffectus en el año 78, y de Arria Calpurnia.

## Carrera política
Su cursus honorum debió comenzar a finales del imperio de Nerón; sus primeros cargos conocidos aparecen en una inscripción de Éfeso, que indica que era miembro de dos importantes colegios sacerdotales romanos: el de los Augures y, dentro del culto imperial, el de los sodales Augustales. También nos informa de que fue consul ordinarius en el año 94, a finales del imperio de Domiciano  y procónsul de la provincia romana de Asia en el periodo 107-108, ya bajo Trajano, lo que es un lapso de tiempo bastante largo entre su consulado y su proconsulado lo que indica que tuvo dificultades para hacerse valer con Nerva y Trajano. Su carrera culminó con un segundo consulado, como consul ordinarius bis en el año 128, ya bajo el imperio de Adriano y con una edad bastante avanzada.

## Familia
Su hija Torcuata contrajo matrimonio con Lucio Pomponio Baso, consul suffectus en el año 118.